# The Secret Heart
 The Secret Heart és una pel·lícula estatunidenca dirigida per Robert Z. Leonard, estrenada el 1946.

## Argument
Un drama en tota regla. Segueix les tribulacions de Lee, que ha de superar el suïcidi del seu marit, Larry Addams, pianista de renom, i tirar endavant els seus dos fills, Penny i Chase. Alhora el seu cor continua bategant per un amic del passat, Chris, del qual s'enamorarà la seva filla, ignorant dels sentiments materns.

## Repartiment

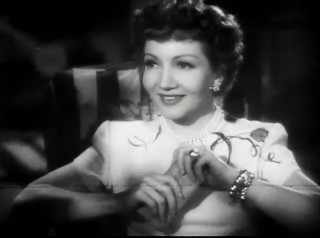
Claudette Colbert

- Claudette Colbert: Leola 'Lee' Addams
- Walter Pidgeon: Chris Matthews
- June Allyson: Penny Addams
- Lionel Barrymore: Dr. Rossiger
- Robert Sterling: Chase N. Addams
- Marshall Thompson: Brandon 'Brandy' Reynolds
- Richard Derr: Larry Addams
- Patricia Medina: Kay Burns
- Eily Malyon: Miss Hunter
- Ann Lace: Penny, de nen
- Dwayne Hickman: Chase, de nen
- Hume Cronyn: Veu

## Rebuda
La pel·lícula va guanyar 2.591.000 dòlars als Estats Units i Canadà i 1.309.000 a la resta del món, resultant un benefici de 891.000 dòlars